# Association for Computational Linguistics
L’Association for Computational Linguistics (ACL) est la  principale société savante en traitement automatique des langues. Elle organise tous les ans[Depuis quand ?] la plus prestigieuse conférence scientifique du domaine. Avant 1968, l'association était nommé  Association for Machine Translation and Computational Linguistics (AMTCL). Elle est également responsable d'une revue scientifique publiée par MIT Press depuis 1988,.
Elle comprend un chapitre européen (European Association for Computational Linguistics (EACL)) et un autre américain (North American Chapter of the Association for Computational Linguistics (NAACL)), chacun organisant sa propre conférence scientifique dans le domaine.

## Groupes d’intérêts spéciaux
ACL compte un grand nombre de groupes d’intérêts spéciaux (Special Interest Groups  (SIG)), qui se concentrent sur des domaines spécifiques du traitement du langage naturel. Certains SIG actuels dans ACL sont:
| SIG        | Description                                                                                              |
| ---------- | --- |
| SIGANN     | Annotations linguistiques                                                                                |
| SIGBIOMED  | TAL pour le biomedical                                                                                   |
| SIGDAT     | Données linguistiques et approches basées sur les corpus                                                 |
| SIGDIAL    | Traitement des dialogues                                                                                 |
| SIGEDU     | Application du TAL pour l'éducation                                                                      |
| SIGEL      | Langues en voie de disparition                                                                           |
| SIGFSM     | Approches basées sur les automates finis                                                                 |
| SIGGEN     | Génération de langue naturelle                                                                           |
| SIGHAN     | Traitement de la langue chinoise                                                                         |
| SIGHUM     | TAL pour les sciences humaines                                                                           |
| SIGLEX     | Organisation de campagnes d'évaluation du traitement sémantique (SemEval) et du sens des mots (SENSEVAL) |
| SIGMOL     | Mathématiques du langage                                                                                 |
| SIGMORPHON | Traitement automatique de la morphologie et de la phonologie                                             |
| SIGMT      | Traduction automatique                                                                                   |
| SIGNLL     | Apprentissage du langage naturel                                                                         |
| SIGPARSE   | Analyse syntaxique                                                                                       |
| SIGREP     | Apprentissage de représentation pour le TAL                                                              |
| SIGSEM     | Traitement automatique de la sémantique                                                                  |
| SIGSLAV    | Traitement des langues slaves                                                                            |
| SIGSLPAT   | TAL pour les technologies d'assistance                                                                   |
| SIGTYP     | Typologie Linguistique                                                                                   |
| SIGUR      | Traitement des langues ouraliennes                                                                       |
| SIGWAC     | Web utilisé comme corpus                                                                                 |

## Président(e)s
Chaque année, l'ACL élit un scientifique distingué du domaine qui devient vice-président de l'organisation au cours de la prochaine année civile et président un an plus tard. Les présidents récents d'ACL sont:
| Année | Nom                   |
| ----- | --------------------- |
| 2020  | Hinrich Schütze       |
| 2019  | Ming Zhou             |
| 2018  | Marti Hearst          |
| 2017  | Joakim Nivre          |
| 2016  | Pushpak Bhattacharyya |
| 2015  | Chris Manning         |
| 2014  | Gertjan van Noord     |
| 2013  | Haifeng Wang          |
| 2012  | Ken Church            |
| 2011  | Kevin Knight          |
| 2010  | Ido Dagan             |
| 2009  | Steven Bird           |
| 2008  | Bonnie Dorr           |
| 2007  | Mark Steedman         |
| 2006  | Jun'ichi Tsujii       |
| 2005  | Martha Palmer         |
| 2004  | Johanna Moore         |
| 2003  | Mark Johnson          |
| 2002  | John Nerbonne         |
| 2001  | Eduard Hovy           |
| 2000  | Wolfgang Wahlster     |